# Sigi Schmid
Siegfried Schmid, detto Sigi (Tubinga, 20 marzo 1953 – Los Angeles, 25 dicembre 2018), è stato un calciatore e allenatore di calcio tedesco naturalizzato statunitense, di ruolo centrocampista.

## Palmarès

### Competizioni giovanili
- Campionato NCAA: 3

UCLA: 1985, 1990, 1997

### Competizioni nazionali
- Lamar Hunt U.S. Open Cup: 5

Los Angeles Galaxy: 2001
Seattle Sounders: 2009, 2010, 2011, 2014
- MLS Supporters' Shield: 3

Los Angeles Galaxy: 2002
Columbus Crew: 2008
Seattle Sounders: 2014
- Campionato MLS: 2

Los Angeles Galaxy: 2002
Columbus Crew: 2008

### Competizioni internazionali
- CONCACAF Champions' Cup: 1

Los Angeles Galaxy: 2000